# ドリーム・ポリス
『ドリーム・ポリス』（Dream Police）は、チープ・トリックが1979年に発表したアルバム。スタジオ・アルバムとしては4作目。

## 解説
当初は1979年春に発売される予定だったが、本国アメリカでは、その頃ライヴ・アルバム『チープ・トリックat武道館』が売れており、競合を避けるために発売が延期された。「ニード・ユア・ラヴ」は、前年のライヴで既に演奏されていた曲で、ライヴ・ヴァージョンが『チープ・トリックat武道館』で先行発表されていた。
アルバムは全米6位に達した（チープ・トリックのスタジオ・アルバムとしては最高位）。第1弾シングル「ドリーム・ポリス」は全米26位、第2弾シングル「ヴォイシズ」は全米32位。日本では、チープ・トリックのアルバムとしては唯一オリコンLPチャートでトップ10入りした。

## 収録曲
特記なき楽曲はリック・ニールセン作。
1. ドリーム・ポリス - "Dream Police" - 3:54
2. ウェイ・オブ・ザ・ワールド - "Way of the World" (Robin Zander, Rick Nielsen) - 3:36
3. ザ・ハウス・イズ・ロッキン - "The House Is Rockin' (With Domestic Problems)" (Tom Petersson, R. Nielsen) - 5:09
4. ゴナ・レイズ・ヘル - "Gonna Raise Hell" - 9:21
5. アイル・ビー・ウィズ・ユー・トゥナイト - "I'll Be with You Tonight" (R. Nielsen, Bun E. Carlos, T. Petersson, R. Zander) - 3:52
6. ヴォイシズ - "Voices" - 4:21
7. ライティン・オン・ザ・ウォール - "Writing on the Wall" - 3:25
8. アイ・ノウ・ホワット・アイ・ウォント - "I Know What I Want" - 4:27
9. ニード・ユア・ラヴ - "Need Your Love" (R. Nielsen, T. Petersson) - 7:38
下記4曲は2006年リマスター盤ボーナス・トラック。
10. ザ・ハウス・イズ・ロッキン (ライヴ・ヴァージョン) - "The House Is Rockin' (With Domestic Problems)" (live) - 6:16
11. ウェイ・オブ・ザ・ワールド (ライヴ・ヴァージョン) - "Way of the World" (live) - 3:59
12. ドリーム・ポリス (ノー・ストリングス・ヴァージョン) - "Dream Police" (No Strings Version) - 3:52
13. アイ・ノウ・ホワット・アイ・ウォント (ライヴ・ヴァージョン) - "I Know What I Want" (live) - 4:43

## 参加ミュージシャン
- ロビン・ザンダー - ボーカル、リズムギター
- リック・ニールセン - リードギター、マンドセロ、バッキング・ボーカル
- トム・ピーターソン - ベース、8弦ベース、12弦ベース、バッキング・ボーカル
- バン・E・カルロス - ドラムス

ゲスト・ミュージシャン
- Jai Winding - ピアノ、オルガン、キーボード
- スティーヴ・ルカサー - ギター(on 6.)[4]